# Luis Regueiro
Luis Regueiro Pagola (Irún, País Vasco, España, 1 de julio de 1908-Ciudad de México, 6 de diciembre de 1995) fue un futbolista internacional español. Jugó de interior derecho y su primer equipo fue el Real Unión Club.

## Biografía
Nacido en Irún, comenzó jugando al fútbol con el equipo de su ciudad natal, el Real Unión, con el que debutó en 1924, cuando apenas contaba con 16 años. Allí coincidió con René Petit y también con su hermano Pedro Regueiro. Con los irundarras destaca el triunfo que obtuvo en la Copa de España en 1927.
En mayo de ese año debutó con la Selección española, en un partido ante Francia, en el Estadio de Colombes, en París. España vence a los locales 1-4. Disputa con el Real Unión los primeros campeonatos de liga obteniendo notables registros goleadores a pesar de jugar de interior, no de delantero-centro.
En 1931 es fichado por el Real Madrid, que el mismo año se había hecho con los servicios de Jacinto Quincoces, Ricardo Zamora, Olivares y Ciriaco Errasti, armando un plantel campeón. Con el Real Madrid gana las ligas 1931-32 y 1932-33 y continúa en el equipo merengue hasta el inicio de la Guerra Civil, en 1936, ganando otros dos títulos de Copa.
Hasta 1936, Luis Regueiro jugó  8 temporadas en la Primera división española, las 3 primeras en el Real Unión y las 5 siguientes en el Real Madrid. Jugó un total de 145 partidos y marcó 90 goles.
Con el inicio del conflicto se enrola en la Selección de Euskadi, combinado nacional creado por el Gobierno Vasco con el fin de recaudar fondos en Europa para los refugiados vascos y realizar una labor propagandística en favor del Gobierno Vasco y la República. Luis Regueiro coincide en esta selección con su hermano Pedro y con muchos de los mejores futbolistas vascos de la época como Isidro Lángara, Guillermo Gorostiza o Txato Iraragorri. Luis Regueiro tiene un papel fundamental en ese equipo ya que ejerce como capitán y portavoz del mismo, recayendo en sus espaldas buena parte de la labor propagandística del equipo. El Euzkadi realiza una brillante gira por Europa disputando partidos amistosos. En el plano futbolístico destaca la tarde de gloria que tuvo Regueiro en Moscú, marcando 5 goles al FC Dinamo Moscú. Tras caer Bilbao en manos franquistas la Selección de Euzkadi se marchó a América para proseguir la gira.
El equipo recaló finalmente en México donde jugó la Liga Mayor de 1938-39, bajo la denominación de Club Deportivo Euzkadi , quedando en segundo lugar tras el Asturias F.C.. Tras disolverse la selección de Euskadi, Regueiro decidió asentarse en México después de un breve periodo en el Racing de París.
Luis Regueiro siempre se declaró orgulloso de ser vasco y era característico verle con txapela, aunque nunca se manifestó contrario a España. De ideología izquierdista, su implicación con la aventura de la selección de Euskadi le marcó de tal manera que le impidió regresar a España tras finalizar la guerra, a riesgo de ser encarcelado por las autoridades de la Dictadura franquista.
En México jugó varios años más en el Asturias F.C., para posteriormente jugar para el Club de Fútbol América en la temporada 1942–43. Tras su retirada invirtió en negocios madereros y echó raíces en el país azteca. Su hijo Luis también fue futbolista e internacional con la selección mexicana.
Falleció en 1995 en México, D. F..

### Selección nacional
Fue internacional con la Selección nacional de fútbol de España en 25 ocasiones, marcando 13 goles. Debutó en el Estadio de Colombes de París el 22 de mayo de 1927 en el Francia 1-4 España.
Desde su debut se convirtió, durante casi una década, en casi un fijo de las alineaciones de la selección española. Participó en los Juegos Olímpicos de Ámsterdam 1928 y en el Mundial de Fútbol Italia 1934, donde cuajó una gran actuación, cayendo en cuartos de final ante la anfitriona y futura campeona del torneo. Jugó su último partido como internacional en 1936.
Aunque los datos no son muy fiables, se cree que llegó a disputar 21 partidos con la Selección de Euskadi.

## Estadísticas

### Clubes
Datos actualizados a fin de carrera deportiva.
Con el estallido de la Guerra Civil, el jugador se enroló junto a otros futbolistas vascos de todo el panorama nacional en un viaje por Europa con el denominado Club Deportivo Euzkadi —predecesor de la vigente selección autonómica—, con el fin de recaudar fondos para la Asistencia Social del Gobierno Vasco y dar a conocer la situación política en el exterior. Tras la caída de Bilbao el equipo cruzó el Atlántico para jugar en México y ante el devenir sociopolítico en España, decidieron quedarse en el país e inscribirse en la Liga Mayor —máxima categoría del país—, previa regularización federativa. Acabada la contienda bélica, el equipo se disolvió percibiendo cada integrante como recompensa 10 000 pesetas, y algunos de sus jugadores se quedaron en América, caso de Luis Regueiro y sus hermanos Tomás y Pedro, participando tres años más en la liga del país. Se desconocen la totalidad de los datos de esos tres últimos años.Algunas fuentes recogen que militó en dos clubes, Club Asturias y Club América, si bien se le contabiliza un tanto en la temporada 1941-42 con un tercer equipo, el Real Club España. Se desconoce también la militancia entre ellos.</ref>
| Club           | Temporada     | Div.          | Liga        | Liga        | Copa     | Copa     | Regional    | Regional    | Total | Total | Media goleadora |
| Club           | Temporada     | Div.          | Part.       | Goles       | Part.    | Goles    | Part.       | Goles       | Part. | Goles | Media goleadora |
| -------------- | ------------- | ------------- | ----------- | ----------- | -------- | -------- | ----------- | ----------- | ----- | ----- | --------------- |
| R. U. C. Irún  | 1925-26       | 1.ª C.        | Inexistente | Inexistente | 2        | —        | 2           | —           | 4     | 0     | 0               |
| R. U. C. Irún  | 1926-27       | 1.ª C.        | Inexistente | Inexistente | 10       | 4        | 10          | 9           | 20    | 13    | 0.65            |
| R. U. C. Irún  | 1927-28       | 1.ª C.        | Inexistente | Inexistente | 9        | 6        | 11          | 10          | 20    | 16    | 0.80            |
| R. U. C. Irún  | 1928-29       | 1.ª           | 17          | 12          | 2        | —        | 8           | 8           | 27    | 20    | 0.74            |
| R. U. C. Irún  | 1929-30       | 1.ª           | 18          | 15          | 6        | 4        | 9           | 12          | 33    | 31    | 0.94            |
| R. U. C. Irún  | 1930-31       | 1.ª           | 18          | 10          | 6        | 1        | 7           | 6           | 31    | 17    | 0.55            |
| Total club     | Total club    | Total club    | 53          | 37          | 35       | 15       | 47          | 45          | 135   | 97    | 0.72            |
| Madrid F. C.   | 1931-32       | 1.ª           | 15          | 5           | 2        | —        | 6           | 7           | 23    | 12    | 0.52            |
| Madrid F. C.   | 1932-33       | 1.ª           | 17          | 13          | 9        | 7        | 9           | 7           | 35    | 27    | 0.77            |
| Madrid F. C.   | 1933-34       | 1.ª           | 18          | 12          | 8        | 1        | 9           | 7           | 35    | 20    | 0.57            |
| Madrid F. C.   | 1934-35       | 1.ª           | 21          | 13          | 2        | —        | 12          | 4           | 35    | 17    | 0.49            |
| Madrid F. C.   | 1935-36       | 1.ª           | 21          | 11          | 8        | 1        | 7           | —           | 36    | 12    | 0.33            |
| Total club     | Total club    | Total club    | 92          | 54          | 29       | 9        | 43          | 25          | 164   | 88    | 0.54            |
| C. D. Euzkadi  | 1938-39       | 1.ª           | 10          | 7           | Disuelto | Disuelto | Inexistente | Inexistente | 10    | 7     | 0.70            |
| Asturias F. C. | 1940-41       | 1.ª           | ?           | —           | ?        | —        | Inexistente | Inexistente | +     | +     | +               |
| R. C. España   | 1941-42       | 1.ª           | ?           | 1           | ?        | —        | Inexistente | Inexistente | +     | 1+    | +               |
| C. F. América  | 1942-43       | 1.ª           | ?           | —           | ?        | —        | Inexistente | Inexistente | +     | +     | +               |
| Total carrera  | Total carrera | Total carrera | 155+        | 99          | 64+      | 24+      | 90          | 70          | 309+  | 193+  | >0.62<          |
| 1. 2. 3. 4.    |               |               |             |             |          |          |             |             |       |       |                 |

## Títulos

### Campeonatos nacionales
| Título                            | Club          | País   | Año  |
| --------------------------------- | ------------- | ------ | ---- |
| Copa del Rey                      | Real Unión    | España | 1927 |
| Liga                              | Madrid F.C.   | España | 1932 |
| Liga                              | Madrid F.C.   | España | 1933 |
| Torneo Presidente de la República | Madrid F.C.   | España | 1934 |
| Torneo Presidente de la República | Madrid F.C.   | España | 1936 |
| Copa México                       | Asturias F.C. | México | 1940 |
| Copa México                       | Asturias F.C. | México | 1941 |

### Campeonatos regionales
| Título                     | Club        | País   | Año  |
| -------------------------- | ----------- | ------ | ---- |
| Campeonato de Guipúzcoa    | Real Unión  | España | 1926 |
| Campeonato de Guipúzcoa    | Real Unión  | España | 1928 |
| Campeonato de Guipúzcoa    | Real Unión  | España | 1930 |
| Campeonato de Guipúzcoa    | Real Unión  | España | 1931 |
| Campeonato Centro-Aragón   | Madrid F.C. | España | 1932 |
| Campeonato Centro-Sur      | Madrid F.C. | España | 1933 |
| Campeonato Centro-Sur      | Madrid F.C. | España | 1934 |
| Campeonato Castilla-Aragón | Madrid F.C. | España | 1935 |
| Campeonato Castilla-Aragón | Madrid F.C. | España | 1936 |

## Participaciones en Copas del Mundo
| Mundial                        | Selección | Resultado        |
| ------------------------------ | --------- | ---------------- |
| Copa Mundial de Fútbol de 1934 | España    | Cuartos de final |